# Magyarország és az EU kapcsolatának kronológiája
Az alábbi cikk Magyarország és az Európai Unió kapcsolatát mutatja be időrendben, az 1989-es rendszerváltástól és részletesebben a 2004-es csatlakozástól kezdődően.
A kronológia jellegéből adódóan alkalmasabb az egyedi politikai események (pl. döntések) bemutatására, mint a lassú de tartós gazdasági folyamatok bemutatására. A gazdasági folyamatokat érzékelteti, hogy az egy főre jutó GDP vásárlóerő-paritáson a társulási megállapodás megkötésekor, 1991-ben az EU átlag 57 százaléka volt, azóta átlagosan évi 0,6 százalékponttal közelített az EU átlaghoz. 2024-re 75 százalékot ért el.
Az időrendben Magyarország és az EU kapcsolatának eseményei mellett néhány szomszédos vagy hasonló helyzetben lévő ország és az EU kapcsolatának Magyarországot közelről érintő eseménye is szerepel.

## A csatlakozás előtt
1989 – Az EU programot indított Magyarország és Lengyelország gazdasági átalakításának támogatására (Phare: Poland and Hungary: Assistance for Restructuring their Economies; december 18.). A programot hamarosan a többi kelet-európai országra is kiterjesztették.
1990 – A Phare program keretében elindult a kelet-európai egyetemi hallgatók EU-tagállamokban folytatott tanulmányainak támogatása (Tempus program; május 7). Évente több száz magyar hallgató jutott ösztöndíjhoz.
1991 – Az EU társulási megállapodást kötött Magyarországgal, Lengyelországgal és Csehszlovákiával (szabadkereskedelem, a csatlakozás szándékának kinyilvánítása) (december 16.).
1993 – A Tanács meghatározta a kelet-európai országok csatlakozásának feltételeit (Koppenhága, június 21-22.).
1994 – Magyarország benyújtotta kérelmét a csatlakozásra (április 1.).
1995 – A szomszédos Ausztria csatlakozott az EU-hoz (január 1.). Az EU hét tagállamában hatályba lépett a schengeni egyezmény (március 26.).
1997 – A szomszédos Ausztria csatlakozott a schengeni övezethez (december 1.). A Tanács elhatározta a csatlakozási tárgyalások indítását a kelet-európai országokkal (Luxemburg, december 12-13.).
1998 – Megkezdődtek a csatlakozási tárgyalások az EU és Magyarország között. (március 31-től)
1999 – Az EU a Phare programot a csatlakozásra való felkészülés támogatására alakította át, a tagállamok fejlesztését támogató strukturális alapok logikáját alkalmazva. Egyúttal kiegészítette egy infrastruktúra-fejlesztési programmal (ISPA) és egy vidékfejlesztési programmal (SAPARD). Magyarország – valamint Lengyelország és Csehország – csatlakozott a NATO-hoz (március 12.).
2001 – A tizenöt tagállam vezetői aláírták az alapszerződéseket módosító nizzai szerződést (február 26.). A módosítás megkezdte az EU intézményrendszerének és döntéshozatalának megújítását, amire különösen azért volt szükség, mert a kelet-európai országok küszöbön álló csatlakozásával a tagállamok száma jelentősen nőtt (15-ről 25-re).
2002 – Az EU tizenkét tagállama bevezette az eurót (január 1.). Eredményesen befejeződtek a csatlakozási tárgyalások az EU és Magyarország között. (Koppenhágában,, decemberben)
2003 – Magyarország népszavazást tartott a csatlakozásról (április 12.). Az összes parlamenti párt a csatlakozás mellett kampányolt. Az érvényes szavazatok 84%-a támogatta a tagságot.

## A csatlakozás után

### 2004-2010
2004
- Magyarország – valamint Lengyelország, Csehország, Szlovákia, Szlovénia, Észtország, Lettország, Litvánia, Ciprus és Málta – csatlakozott az EU-hoz (május 1.).
- A tagállamok közül elsőként az Egyesült Királyság, Írország és Svédország nyitotta meg munkaerőpiacait a magyarok előtt (május 1.).[6]
- A Tanács túlzotthiány-eljárást indított Magyarországgal – valamint Lengyelországgal, Csehországgal, Szlovákiával, Ciprussal és Máltával – szemben (július 5.).[7]

2007
- A szomszédos Románia csatlakozott az EU-hoz (január 1.).
- A szomszédos Szlovénia bevezette az eurót (január 1.).
- Elindult a 2007-2013 költségvetési időszak. Magyarország évente mintegy 3,5 milliárd euró támogatásra lett jogosult az EU kohéziós politikája keretében.[8]
- A huszonhét tagállam vezetői aláírták az alapszerződéseket módosító lisszaboni szerződést (december 13.). A módosítás tovább vitte az EU intézményrendszerének és döntéshozatalának megújítását (elsősorban a Tanácsban a többségi döntéshozatal kiterjesztésével és a Parlament szerepének megerősítésével), amire különösen azért volt szükség, mert a kelet-európai országok csatlakozásával a tagállamok száma jelentősen nőtt.
- Magyarország – többek között a szomszédos Szlovákiával és Szlovéniával együtt – csatlakozott a schengeni övezethez (december 21.).

2008
- Az Európai Parlament új épületének egyik szárnyát Antall József volt miniszterelnökről nevezték el.[9]
- A pénzügyi világválság a tagállamok közül elsőként az erősen eladósodott Magyarországot érte el. Az EU, az IMF és a Világbank pénzügyi mentőcsomagot nyújtott Magyarországnak, összesen 20 milliárd eurós kerettel (ebből az EU 6,5 milliárd eurót) (november 4.).[10][11]

2009
- A szomszédos Szlovákia bevezette az eurót (január 1.).

### 2010-től
2010
- Pécs volt Európa egyik kulturális fővárosa.
- Az Európai Bizottság nem támogatta Magyarország és további nyolc, többségében új tagállam kérését, hogy a magánnyugdíjpénztári befizetéseket vegyék figyelembe a költségvetési hiány és az államadósság számításakor (október 5.).[12] Ezután a kormány gyakorlatilag megszüntette a „kötelező” magánnyugdíjpénztári rendszert.
- Az Országgyűlés elfogadta a médiatörvényt (december 21.). Bár sokan az EU-tól várták volna a média függetlenségének védelmét, ennek nem volt jogi alapja.[13] Később más, a fékeket és ellensúlyokat gyengítő törvények esetében is hasonló volt a helyzet.

2011
- Magyarország látta el a Tanács soros elnöki feladatait (január 1-június 30.).
- Orbán Viktor miniszterelnök első alkalommal hasonlította Moszkvához Brüsszelt (március 15.).[14]
- A tagállamok közül utolsóként Németország és Ausztria is megnyitotta a munkaerő-piacot a magyarok előtt (május 1.).[6]
- Magyarország a 2008-ashoz hasonló pénzügyi mentőcsomagot kért (november 21.). Később az ország képes volt hitelt felvenni a nemzetközi piacon, és nem igényelte a mentőcsomagot.[10]
- Közben a kormány törvénytervezetet készített a Nemzeti Bankról. Az Európai Bizottság értékelése szerint a tervezet sértette a nemzeti bank függetlenségét, ezért a Bizottság elnöke, José Manuel Barroso levélben kérte Orbán Viktortól a törvénytervezet visszavonását (december 20.).[15] Az Országgyűlés elfogadta a törvényt (december 30.).

2012
- Az Európai Bizottság kötelezettségszegési eljárást indított Magyarországgal szemben a nemzeti bank, – a bírák és ügyészek kötelező nyugdíjazása miatt – az igazságszolgáltatás, valamint az adatvédelmi hivatal függetlenségének sérülése miatt (január 17.).[16] A nemzeti bank ügyében a kormány ígéretet tett a szabályozás módosítására; a másik két ügyet Bizottság az Európai Bírósághoz utalta (április 25.).[17] A Bíróság mindkét ügyben megállapította az uniós jog megsértését (2012 illetve 2014).[18][19]
- Az Európai Parlamentben, Orbán Viktor és José Manuel Barroso részvételével, éles vitát tartottak a közelmúltbeli magyarországi politikai fejleményekről (január 18.).[20]
- Kormánypárti tüntetést („békemenetet”) tartottak Budapesten, „Nem leszünk gyarmat” jelszóval (január 21.).

2013
- A kormány tervezetet készített az alaptörvény negyedik módosítására. Az Európai Bizottság értékelése szerint a tervezet sértheti a jogállamiság elvét, ezért a Bizottság elnöke, José Manuel Barroso telefonon kérte Orbán Viktortól a tervezetről szóló döntés elhalasztását (március 8.).[21] Az Országgyűlés elfogadta a módosítást (március 11.). Barroso levélben is kifejezésre juttatta aggályait (április 12.).[22]
- A Európa Tanács lezárta a túlzottdeficit-eljárást Magyarországgal szemben (június 21.). A megszűntetését követően az Európai Uniós támogatások felpörgésének hatására a gazdaság teljesítménye elérte az ezredforduló körüli szintet. A 2010-es évek második felében a GDP emiatt ismét tartósan 5%-os növekedést mutatott évente.[23][24] (2004-2022 között 2024-es árfolyamon számolva közel 24,6 ezer milliárd forintnyi támogatás érkezett az Európai Unió részéről.[25][26])
- A szomszédos Horvátország csatlakozott az EU-hoz (július 1.).
- Az Európai Parlamentben, Orbán Viktor és José Manuel Barroso részvételével, vitát tartottak az alapvető jogok magyarországi helyzetéről. Barroso arról számolt be, hogy Magyarország korrigálta az általa korábban jelzett aggályok többségét (július 2.).[27]
- Az Európai Parlament állásfoglalást fogadott el az alapvető jogok magyarországi helyzetéről (Tavares-jelentés, július 3.).[28]
- Magyarország visszafizette az IMF-nek a 2008-as pénzügyi mentőcsomag utolsó részletét (augusztus 12.).

2014
- Oroszország javára folytatott kémkedéssel vádolták meg Kovács Bélát, a Jobbik európai parlamenti képviselőjét (máj. 15.).[29] Másfél évvel később az Európai Parlament felfüggesztette a mentelmi jogát (2015. okt. 14.).[30]
- Orbán Viktor Tusnádfürdőn bejelentette, hogy illiberális demokráciát épít az Európai Unión belül (július 26.).[31]

2015
- Az európai migrációs válság az EU délkeleti határán lévő Magyarországot is fokozottan érintette: sok tízezer menekült és bevándorló érkezett, azzal a szándékkal, hogy az országon áthaladva Nyugat-Európába jusson. Ugyanakkor a szabályok szerint az a tagállam volt felelős a menedékkérelem elbírálásáért, ahol az érintett belépett az EU-ba.
- A kormány határzár (kerítés) építéséről döntött a magyar-szerb és a magyar-horvát határszakaszon (június 17).
- A Tanács döntött, hogy a túlterhelt Görögországból és Olaszországból helyezzenek át összesen 40 000 menekültet más tagállamokba, önkéntes alapon („önkéntes kvóta”), Magyarország és Ausztria nem vállalta egy menekült átvételét sem (július 20.).
- Angela Merkel német kancellár nyilatkozatot tett, miszerint a szíriai menekülteket nem küldik vissza abba a tagállamba, ahol beléptek az EU-ba (augusztus 25.). Ez bizonytalanságot keltett a szabályok értelmezésével kapcsolatban. Néhány nappal később a budapesti Keleti pályaudvaron várakozó menekültek ezrei indultak el gyalog az autópályán Ausztria felé (szeptember 4.). A káosz megszüntetése érdekében a kormány úgy döntött, hogy maga szállíttatja busszal a menekülteket az osztrák határhoz. Másnap Angela Merkel megerősítette, hogy a szíriai menekülteket befogadják.
- Életbe lépett a „jogi határzár”: büntetendővé vált a határzár átlépése, és megváltoztak a menekültügyi eljárás szabályai (szeptember 15.).
- A Tanács minősített többséggel döntött, hogy a túlterhelt Görögországból és Olaszországból helyezzenek át összesen 120 000 menekültet más tagállamokba, az ország népessége és gazdasága arányában („kötelező kvóta”).[32][33] Magyarországnak 2353 menekültet kellett volna átvennie (szeptember 22.).[34] Magyarország, Szlovákia, Csehország és Románia a döntés ellen szavazott. Magyarország és Szlovákia az Európai Bíróságon megtámadta a döntést, de az Európai Bíróság 2017-ben elutasította a keresetet.[35]
- Lengyelországban az euroszkeptikus Jog és Igazságosság párt nyerte a választást és alakított kormányt, Orbán Viktor fontos szövetségesévé válva (október 25.).
- Az Európai Bizottság kötelezettségszegési eljárást indított Magyarországgal szemben a menekültügyi eljárás egyes szabályai – így a jogorvoslat korlátozása – miatt (december 10.).[36] A Bizottság később az Európai Bírósághoz utalta az ügyet (2018. július 19.).[37] A Bíróság megállapította az uniós jog megsértését (2020).[38]

2016
- Magyarország visszafizette az EU-nak a 2008-as pénzügyi mentőcsomag utolsó részletét (április 6.).
- Magyarország népszavazást tartott a betelepítésről (október 2.). Az érvényes szavazatok 98%-a elutasította a betelepítést. Ugyanakkor a jogosultak kevesebb mint fele szavazott, így a népszavazás érvénytelen lett.
- Az Európai Csalás Elleni Hivatal (OLAF) jelentős szabálytalanságokat talált az EU támogatással finanszírozott M4-es metróval kapcsolatban. Az ügyben felmerült Medgyessy Péter korábbi miniszterelnök (2002-2004) érintettsége.

2017
- A kormány nemzeti konzultációt indított „Állítsuk meg Brüsszelt!” címmel. A kérdések szerint „Brüsszel” illegális bevándorlók beengedésére, a munkahelyteremtő intézkedések, az adócsökkentés és a rezsicsökkentés eltörlésére kényszerítené az országot (március 31.).[39] Az Európai Bizottság tételesen cáfolta a vádakat.[40]
- Az Európai Bizottság kötelezettségszegési eljárást indított Magyarországgal szemben a „lex CEU” és a civiltörvény miatt (április 26., július 13.).[41][42] A Bizottság az Európai Bírósághoz utalta mindkét ügyet (december 7.).[43][44] A Bíróság megállapította az uniós jog megsértését (2020).[45][46]
- Az Európai Bizottság kötelezettségszegési eljárást indított Magyarországgal, Csehországgal és Lengyelországgal szemben a Tanács 2015-ös, menekültek áthelyezésére vonatkozó döntése szerinti kötelezettség elmulasztása miatt (június 14.).[47] A Bizottság az Európai Bírósághoz utalta az ügyet (december 7.).[48] A Bíróság megállapította az uniós kötelezettség elmulasztását (2020).[49]
- A kormány újabb nemzeti konzultációt indított a „Soros-tervről”. A kérdések szerint Soros György és „Brüsszel” a határvédelmi kerítés lebontására, bevándorlók befogadására kényszerítené az országot, és politikai támadást indítana a bevándorlást ellenző országok ellen (szeptember 28.). A magyar biztos, Navracsics Tibor cáfolta, hogy az Európai Bizottság foglalkozna ilyen elképzelésekkel.[50]
- Az EU pénzügyi érdekeit sértő bűncselekmények felderítése érdekében 20 tagállam döntött az Európai Ügyészség létrehozásáról (október 12.). Azóta még 2 tagállam csatlakozott. Az EU-s támogatások fő kedvezményezettjei közül csak Magyarország és Lengyelország nem csatlakozott.

2018
- Az OLAF jelentős szabálytalanságokat talált az EU támogatással finanszírozott, az Elios Zrt. által megvalósított közvilágítási projektekkel kapcsolatban. Az ügyben Orbán Viktor veje is érintett volt.[51]
- A Tanács ún. jelentőseltérés-eljárást indított Magyarországgal szemben (június 18.).[52]
- Az Európai Bizottság kötelezettségszegési eljárást indított Magyarországgal szemben a menedékjog iránti kérelemhez nyújtott segítség bűncselekménnyé nyilvánítása („Stop Soros” törvénycsomag) és a „biztonságos harmadik országon” át érkezők kérelmének elfogadhatatlansága (az alaptörvény hetedik módosítása) miatt (július 19.).[37] A Bizottság később az Európai Bírósághoz utalta az ügyet (2019. július 25.).[53]
- Az Európai Parlament az EU alapértékeinek szisztematikus megsértése miatt kezdeményezte a 7. cikk szerinti eljárást Magyarországgal szemben (Sargentini-jelentés, szeptember 12.).[54][55]

2019
- Az európai parlamenti választás előtt a kormány kampányt indított „Önnek is joga van tudni, mire készül Brüsszel!” címmel. A kampány a 2017-es vádakat ismételte meg, miszerint az Európai Bizottságnak titkos terve lenne, amelynek keretében a határvédelmet gyengítenék, a bevándorlást ösztönöznék, és csökkentenék a bevándorlást ellenző országok pénzügyi támogatását. A kampány személyesen az Európai Bizottság néppárti elnökét, Jean-Claude Junckert támadta (február 18.).[56] Az Európai Bizottság tételesen cáfolta a vádakat.[57]
- Az Európai Néppárt felfüggesztette a Fidesz tagságát (március 20.)[58]
- Az európai parlamenti választáson a Néppárté maradt a legnagyobb frakció, és a szocialistákkal, a liberálisokkal és a zöldekkel együtt kétharmados többséget szereztek (május 23-26.).
- Az Európai Parlament elutasította a magyar biztosjelöltet, Trócsányi Lászlót (és a román jelöltet, Rovana Plumbot) (szeptember 30.).[59]

2020
- Az Európai Bíróság jogellenes őrizetnek minősítette a menedékkérők tranzitzónákban való elhelyezését (2020. május 14.).[60] Egy héttel később a kormány megszüntette a tranzitzónákat (május 21.).[61]
- Az Európai Tanács megállapodott a 2021-2027 közötti, a koronavírus-világjárvány gazdasági hatásai miatt jelentős hitelfelvétellel növelt EU költségvetésről. A megállapodás része volt, hogy az EU költségvetését jogállamisági feltételhez kötik, de a részleteket nyitva hagyták (július 17-21.).[62]
- Az Európai Bizottság közzétette az első jogállamisági jelentéseit az egyes tagállamokról (szeptember 30.).[63]
- Magyarország és Lengyelország azzal fenyegetett, hogy megvétózza az EU költségvetését, ha jogállamisági feltételhez kötik. Három héttel később kompromisszumos megoldás született (december 10.).[64][65]
- Magyarországon is megkezdődött a koronavírus ellen az EU által beszerzett védőoltás használata (december 26.).[66][67]

2021
- Miután az Európai Néppárt előkészítette a Fidesz kizárását, a Fidesz kilépett a Néppárt frakciójából, majd a Néppártból is (márc. 3. és 18.).[68][69][70]
- A kormány a Helyreállítási Eszköz két eleme közül csak a 2500 milliárd forintnyi támogatást igényelte, a 3300 milliárd forintnyi kedvezményes hitelt egyelőre nem (máj. 12.).[71]
- Az Országgyűlés elfogadta a törvényt a pedofil bűnelkövetőkkel szembeni szigorúbb fellépésről, valamint a gyermekek védelme érdekében egyes törvények módosításáról, amely széles körben tiltja a homoszexualitás népszerűsítését, megjelenítését. (jún. 15.).[72] Az Európai Tanácsban az állam- és kormányfők többsége az EU alapértékeivel élesen ellentétesnek ítélte a törvényt (jún. 24-25.).[73]
- A kormány nemzeti konzultációt és emojis plakátkampányt indított (júl. 1.). A kérdésekbe bújtatott állítások szerint „Brüsszel (…) eljárásokat indít hazánk ellen, hogy rákényszerítse a magyarokra az akaratát”, „Brüsszel új adókat akar ránk kényszeríteni”, „A brüsszeli bürokraták szerint (…) fel kell gyorsítani a bevándorlók behozatalát”. Az egyik plakáton egy mérges emoji mellett ez áll: „Dühíti Önt Brüsszel?”[74][75]
- Orbán Viktor október 23-i beszédében az EU-val kapcsolatban kijelentette: „Mi vagyunk a homok a gépezetben, bot a küllők között, tüske a köröm alatt”, továbbá „Európaivá, érzékennyé és liberálissá vernek minket, akkor is, ha beledöglünk”. Szerinte Brüsszel úgy viselkedik velünk és a lengyelekkel, mint az ellenségekkel szokás.[76][77]
- Az Európai Bizottság levelet küldött Magyarországnak és Lengyelországnak, amelyben kifejtette a jogállamisági aggályait, előkészítve a jogállamisági mechanizmus alkalmazását (nov. 19.).[78]

2022
- Oroszország megtámadta Ukrajnát (febr. 24.). Az EU számos intézkedést hozott Ukrajna támogatására, a támadó Oroszországgal szembeni szankciók életbe léptetésére, és az oroszországi energia import kiváltására. Finnország és Svédország kérte felvételét a NATO-ba. Magyarország, többször egyedüli EU tagállamként, ellenezte az Oroszországgal szembeni szankciókat[79] és halogatta a jóváhagyását Finnország és Svédország NATO tagságához.
- Az Európai Bizottság – első alkalommal annak 2020. évi elfogadása óta, a választás után – megindította a jogállamisági mechanizmust Magyarországgal szemben (ápr. 5.).[80] Magyarország vállalásokat tett a jogállamisági problémák kezelése érdekében, többek között az Integritás Hatóság felállítását, ügyészségi döntések bírósági felülvizsgálatának lehetőségét, az egyajánlatos közbeszerzési eljárások arányának csökkentését, a vagyonnyilatkozati rendszer erősítését, a közérdekű vagyonkezelő alapítványok átláthatóságának erősítését, stb. (szept.).[81]
- Az Európai Parlament nagy többséggel elfogadott egy állásfoglalást, amelyben kimondják, hogy Magyarország már nem teljes értékű demokrácia, hanem választási autokrácia, egy hibrid rezsim (szept. 15.).[82]
- Miközben az infláció 20% fölé emelkedett[83] az euró árfolyama pedig 430 Ft fölé,[84] a kormány nemzeti konzultációt indított az Oroszország elleni szankciókról (okt. 14.).[85] A kampányban Magyarországra dobott bombaként ábrázolták az Oroszország elleni szankciókat.[86]
- A Tanács jóváhagyta a 6 milliárd euró keretű helyreállítási tervet (dec. 12.).[87] A terv keretében a Bizottság csak azt követően utalhat kifizetést, hogy teljesülnek az első ún. szupermérföldkövek, köztük a bírói függetlenség megerősítése.[88] Egyúttal a Tanács úgy döntött, hogy a jogállamisági problémák kezelése csak részlegesen történt meg, ezért a 22 milliárd euró keretű kohéziós politikai programok forrásából 6 milliárd eurót felfüggeszt, továbbá az ún. közvetlen és közvetett irányítású EU forrásokra (ld. Erasmus+, Horizon Europe) közérdekű vagyonkezelő alapítványokkal és általuk fenntartott szervezetekkel – így a modellváltó egyetemekkel – nem köthető támogatás.[89]
- A Bizottság jóváhagyta Magyarország kohéziós politikai programjait (dec. 22.). Ugyanakkor a Bizottság úgy döntött, hogy az Alapjogi Charta megvalósításáról szóló ún. feljogosító feltétel több ok miatt sem teljesül, ld. bírói függetlenség, akadémiai szabadság, ún. gyermekvédelmi törvény, menedékjog. Így az ország elindíthatja a programok megvalósítását, de a Bizottság csak azt követően utalhat időközi kifizetést, hogy teljesül a feljogosító feltétel (a bírói függetlenség sérülése az összes forrást érintette, a többi probléma a források egy-egy részét).[90]

2023
- A szomszédos Horvátország csatlakozott a schengeni övezethez és bevezette az eurót (jan. 1.).
- A Tanács az Erasmus+ és a Horizon Europe programokat érintő, decemberi döntése nyomán a miniszterek lemondtak egyetemi kuratóriumi tagságukról (febr. 9.).[91] A probléma ezzel még nem oldódott meg.[92]
- Bemutatták a francia és a német kormány által megbízott szakértők javaslatát az EU reformjára és bővítésére (szept. 18.).[93] A javaslat alapvető feltételként kezeli a jogállamiság érvényesítését; szükségesnek tartja a Tanács döntéshozatalának egyszerűsítésére, pl. az egyhangúságról a minősített többségre való áttéréssel; és a szorosabb integrációt fontosnak tartó országok „belső köre” és a többi EU tag fokozott megkülönböztetését.
- Lengyelországban a választáson az euroszkeptikus Jog és Igazságosság párt kapta a legtöbb szavazatot, de az addigi ellenzéki pártok koalíciója kapott többséget és alakíthatott kormányt (okt. 15.). A magyar kormány fontos szövetségesét veszítette el a Tanácsban. Viszont szeptemberben Szlovákiában és novemberben Hollandiában is euroszkeptikus pártok nyerték a választást.
- A kormány nemzeti konzultációt indított a szuverenitás védelméről (nov. 17.).[94] A kampány – a 2019-eshez hasonlóan – személyesen az Európai Bizottság elnökét, Ursula von der Leyent támadta, „Ne táncoljunk úgy, ahogy ők fütyülnek!” szlogennel.[95]
- A Mathias Corvinus Collegium irodát nyitott Brüsszelben.[96] Az iroda első lépésként konferenciát szervezett illiberális előadókkal (nov.).[97] A kormányzati kommunikációban megjelent majd visszatérő elem lett, hogy a cél „Brüsszel elfoglalása” (dec.).[98]
- A Tanács jóváhagyta a helyreállítási terv keretének közel 1 milliárd euró támogatással és 4 milliárd euró hitellel történő emelését, nagyrészt a zöld átállás támogatására (dec. 8.).[99]
- Az országgyűlés illetve a kormány megtette a bírói függetlenség megerősítéséhez vállalt jogszabály-módosításokat: a bírók által választott Országos Bírói Tanács hatáskörének megerősítését, a Kúrián a politikai befolyás kockázatainak csökkentését, a bíróságok jogerős határozatainak a hatóságok kezdeményezésére történő alkotmánybírósági felülvizsgálatának megszüntetését, valamint a bírók az Európai Bírósághoz fordulása előtti korlátok elhárítását. Ezután a Bizottság elfogadta, hogy az Alapjogi Charta megvalósításáról szóló ún. feljogosító feltétel a bírói függetlenségre vonatkozóan teljesült. Ezzel a kohéziós politikai programok forrásából 10 milliárd euró hozzáférhetővé vált a következő évekre (dec. 13.).[100]
- Az Európai Tanács Magyarország távolmaradásával tudott egyhangú döntést hozni, hogy megkezdje a csatlakozási tárgyalásokat Ukrajnával (dec. 14.).[101] Másnap Magyarország megvétózta Ukrajna pénzügyi támogatását.[102]

2024
- Március 15-i beszédében Orbán Viktor a közelgő európai parlamenti választásokra tekintettel kifejtette: „Mi vagyunk a homok a gépezetben, a tüske a köröm alatt, mi vagyunk azok, akibe beletörik a bicska, a fejsze. A magyar történelemben már rájöhetett mindenki, hogy azzal jár jól, ha békén hagynak bennünket. Úgy tűnik, egyedül Brüsszel nem akarja megérteni ezt. Ha meg akarjuk őrizni Magyarország szabadságát és szuverenitását, nincs más választásunk, mint hogy el kell foglalnunk Brüsszelt.”[103]

## A tagság társadalmi támogatottsága
A Medián közvéleménykutató 2025. március 13-án a HVG-ben közzétett ezer fős reprezentatív felmérésében a magyar népesség 54 százaléka támogatja Magyarország Európai Uniós tagságát. Az Eurobarométer által mért 74 százalékos támogatottság a tágabb és szabadabb munkaerőpiaci lehetőségeket emelte ki meghatározó előnyként.